# شیخ‌محمود
شیخ محمود، روستایی از توابع بخش مرکزی شهرستان اردل در استان چهارمحال و بختیاری ایران است.

## جمعیت
این روستا در دهستان پشتکوه قرار دارد و براساس سرشماری مرکز آمار ایران در سال ۱۳۸۵، جمعیت آن ۳۴۸ نفر (۸۱خانوار) بوده‌ است. مردم این روستا به گویش بختیاری صحبت می‌کنند.